# Ottavio Assarotti
Ottavio Giovanni Battista Assarotti (Gênova, 25 de outubro de 1753 — Gênova, 24 de janeiro de 1829) foi um religioso e teólogo italiano, fundador de escolas para a educação de surdos-mudos na Itália.

## Biografia
Após receber uma educação religiosa, Assarotti entrou para a sociedade dos pietistas, Scuole Pie, que se dedicava à formação de jovens. Sua formação superior levou-o a ser nomeado para dar aulas sobre Teologia para os alunos da ordem. Em 1801 Assarotti ouviu falar da educação de surdos administrada pelo abade Sicard em Paris, e resolveu fazer algo semelhante na Itália.
Iniciou com apenas um aluno, e aos poucos reuniu um número pequeno em torno dele. Em 1805, Napoleão Bonaparte ficou sabendo de seus esforços e ordenou que um convento fornecesse-lhe um local e fundos para receber doze professores, com recursos retirados das receitas conventuais. Esta ordem foi parcialmente atendida até 1811, quando foi renovada, e no ano seguinte Assarotti, com um número considerável de alunos, tomou posse da nova escola. Ele deu continuidade a essa tarefa até sua morte em 1829. A pensão, que havia sido concedida a ele pelo rei da Sardenha, foi transferida para sua equipe de professores.